# Giurgeni
Giurgeni est une commune du județ de Ialomița, en Munténie, Roumanie.
Sur le territoire de la localité, au lieu-dit « La Mânăstire » a existé le village Piua Pietrii jusqu'aux inondations terribles de 1970. Celui-ci se trouvait sur les ruines de la ville médiévale de Târgul de Floci (ou Târgul de Lână, d'après Nicolae Iorga), qui est un probable lieu d'origine de Michel Ier le Brave, l'autre étant Strehaia.

## Démographie
Lors du recensement de 2011, 97,94 % de la population se déclarent roumains (1,85 % ne déclarent pas d'appartenance ethnique).

## Politique
| Parti | Parti                        | Sièges |
| ----- | ---------------------------- | ------ |
|       | Parti social-démocrate (PSD) | 5      |
|       | Parti national libéral (PNL) | 4      |